# Св. св. Кирил и Методий (католически календар)
Календарът „Св. Кирил и Методий“ (отпечатван в началото под името „Св. св. Кирил и Методий“) e годишник на католическата църква в България, излизал от 1918 г. до 1950 г.

## История
Първото издание на календара „Св. Кирил и Методий“ е в навечерието на 1918 г. Изданието по жанр е близко до годишен алманах, започващо с кратки календарни сведения, включващи списъци на подвижни религиозни празници, тридници и алаи (шествия), следвани от същинския календар. Последният включва таблица за всеки месец, с колони празниците и дните на светците по западния и източния обред. В изданията от 20-те и 30-те години, датите са отбелязвани по новия и по стария стил. Неделята в календара е отбелязвана като първи ден на седмицата. От 1922 г. календарът е дело на комитета „Добър печат“.
Преди или след календарните страници, в много от изданията са включени списъците на кръглите годишнини, (тезо)имените дни на папата и владиците (епископите), официалните празници, портрети на папата, владиците и др.
Обикновено в обем около 100 допълнителни страници към календара са включени разкази, есета, стихотворения, басни и фейлетони на религиозни или граждански теми. Съобщения за блажени и светци, провъзгласени през предишната година, юбиляри, покойници и др. Традиционно присъства коледен разказ – търсено четиво от много миряни.
Често срещани рубрики са „Из историята на нашите енории“, „Наука и изкуство“, „Католически тържества“, „Земеделски и медицински съвети“, „Политически преглед“, „Външно политически коментари“, „Политическа и религиозна хроника“ на изтеклата година, „Разни“ и др. Например, в календара за 1947 г. има поредица от статии за атомната енергия.
Много от статиите в календара са съпроводени с илюстрации. Между статиите също са включвани снимки от енориите и на миряните. Кориците на много от календарите са цветно отпечатани. Последните страници на календара са използвани за обяви и реклами. В някои издания рекламите са печатани на цветна хартия.
През 1924 г. в календара започнало публикуването на „Адресник за взаимно опознаването на лица от една и съща народност и съща вяра“. Това са дълги списъци с имената, адресите и професиите на хора от колониите на Чехословакия, Италия, Франция и Белгия в Пловдив, София, Лом, Видин, Горна Оряховица, Плевен, Кюстендил, Костинброд, Павликени, Перник, Габрово, Варна и Варненско, Русе, Свищов и др.; хора без съмнение съставляващи ядрото на верните от западен обред в градските енории на западните католици, където, разбира се, такива съществували.
Даденият в календара от 1936 г. преглед на българската католическа книжнина присъстват сто двадесет и три заглавия. Първият споменат автор е Яко Яковски и неговата Nauka Kristianska. В броя на Календара от 1938 г. списъкът се допълва с още стотина заглавия. Като годишник, календарът отразява също и музикалните събития. На неговите страници активно се отпечатват нови духовни песни и ноти, авторски и преводни.
Последният – 33 брой – на календара за юбилейната 1950 г. излиза в редуциран формат.
През 1992 г. в Пловдив Атанас Дошков издава 34 брой като продължение на календара за 1993 г. В него е отразена основно темата на католическите процеси през 1952 г.